# Paradiceros
Paradiceros ist eine ausgestorbene Gattung aus der Familie der Nashörner (Rhinocerotidae), welche während des Mittleren und beginnenden Oberen Miozäns im heutigen Ostafrika verbreitet war. Bedeutende Funde stammen aus Kenia und Uganda, einzelne Reste könnten auch aus Nordafrika vorliegen. Es handelt sich um eine kleine Form der Nashörner, die einzelne anatomische Parallelen zum heutigen Spitzmaulnashorn aufwies. Unterschiede finden sich aber in der Lage des Stirnhorns und in den Kürzungen der Gliedmaßen. Es ist daher nicht eindeutig, ob Paradiceros in die direkte Vorfahrenlinie der heutigen afrikanischen Nashörner gehört oder eine parallele Entwicklung darstellt. Die Gattung wurde im Jahr 1968 eingeführt. Es ist eine Art anerkannt.

## Merkmale
Paradiceros war ein kleiner Vertreter der Nashörner. Es liegen mehrere Schädelfragmente und Reste des postcranialen Skelettes vor. Ein nahezu vollständiger Schädel gehört einem Jungtier an. Dieser ähnelt in seiner gesamten Gestaltung dem Schädel eines etwa gleichalten Spitzmaulnashorns, weist aber gleichzeitig auch auffallende Unterschiede auf. Die Länge vom hinteren Ende bis zum ersten Milchbackenzahn betrug 25,5 cm, was etwas kürzer ist als entsprechend bei einem ähnlich alten Spitzmaulnashorn (28,0 cm). Die Breite am Hirnschädel betrug 9,0 cm im Vergleich zu 10,0 cm bei der rezenten Form. Die Jochbögen zeigten sich relativ schlank und kragten etwa 20,0 cm auseinander gegenüber 24,0 cm beim Spitzmaulnashorn. Der Naseninnenraum war klein und erstreckte sich bis zum zweiten Prämolaren. Das Foramen infraorbitale lag deutlich weiter vorverlagert als beim Spitzmaulnashorn. Am Hirnschädel bestanden kräftige Temporalleisten, die beim Spitzmaulnashorn wiederum gerundeter ausfallen. In Seitenansicht stand das Hinterhauptsbein bei dem Jungtier rechtwinklig zur Stirnlinie, bei einem Schädel eines ausgewachsenen Individuums von Paradiceros zog es jedoch ein und ähnelte dadurch eher dem des Breitmaulnashorns (Ceratotherium). Die Gattung besaß zwei Hörner in Tandemformation, vergleichbar den heutigen afrikanischen Nashörnern. Das vordere erhob sich über dem Nasenbein, das hintere über dem Stirnbein. Letzteres lag aber vergleichsweise weiter nach hinten verlagert als beim Spitzmaulnashorn. Die jeweilige Position der Hörner markieren markante Knochenaufrauhungen.
Einzelne Unterkieferfragmente lassen zumeist den aufsteigenden Ast vermissen. Die Symphyse am vorderen Ende des Unterkiefers war kurz, aber nicht verbreitert. Sie reichte nach hinten bis zum zweiten oder dritten Prämolaren. Bei ausgewachsenen Tieren standen keine Zähne im Symphysenbereich, was den heutigen afrikanischen Nashörnern gleichkommt. Jungtiere wiesen noch die jeweiligen Schneidezähne und den Eckzahn des Milchgebisses auf. Die hintere Bezahnung war niederkronig (brachyodont). In der Regel fehlte in Übereinstimmung mit den heutigen afrikanischen Nashörnern sowohl oben als auch unten der vorderste Prämolar. Der hinterste obere Molar wies einen mehr oder weniger dreieckigen Umriss auf. Die untere Länge der Backenzahnreihe betrug bei ausgewachsenen Tieren etwa 20,5 cm, davon nahmen die Mahlzähne rund 12,0 cm ein.
Vom Körperskelett sind einzelne Wirbel und Gliedmaßenreste erhalten. Hier fallen die kurzen Extremitätenknochen auf, die relativ kürzer waren als beim Spitzmaulnashorn, aber nicht das Maß der Stauchungen erreichten, wie es bei Brachypotherium, Chilotherium oder einigen verwandten Formen überliefert ist. Ein vollständiger Oberarmknochen maß rund 33,0 cm, mit 33,5 cm genauso lang wurde die Elle. Der mittlere Fingerstrahl der Hand war wie bei den heutigen Nashörnern am stärksten ausgebildet. Bezüglich Paradiceros treten hier aber starke individuelle Schwankungen auf, da einzelne Mittelhandknochen zwischen 11,2 und 15,2 cm lang wurden.

## Fossilfunde
Der überwiegende Teil der Funde von Paradiceros kam in Ostafrika zu Tage. Die bedeutendste Fundstelle ist Fort Ternan im westlichen Kenia. Die mit mehr als 10.000 Fundobjekten sehr reichhaltige Fossillagerstätte wurde von 1959 bis 1967 erschlossen. Sie besteht aus einer rund 60 m mächtigen Abfolge vulkanischer Ablagerungen, in die mehrere Bodenhorizonte eingeschaltet sind. Von diesen ist hauptsächlich der mittlere fossilführend. Radiometrische Datierungen der auch als Fort Ternan Beds bezeichneten Sedimentserie erbrachten eine Stellung im Mittleren Miozän vor rund 13,8 bis 13,7 Millionen Jahren. Die Fundstelle erlangte vor allem durch die Reste früher Menschenartiger wie Kenyapithecus Bekanntheit. Es sind darüber hinaus aber auch Funde von Huftieren, verschiedenen Raubtieren und Hyaenodonta sowie kleinen Säugetieren wie Nagetiere und Rüsselspringer dokumentiert. Von Paradiceros kamen in Fort Ternan mehrere Schädel zum Vorschein, darunter auch der eines nicht ausgewachsenen Individuums, der für die Definition der Gattung ausschlaggebend war. Des Weiteren wurden hier auch Teile des Körperskeletts geborgen. Mit 15,5 Millionen Jahren unwesentlich älter ist ein rund 22 cm langer Gesichtsschädel aus der Muruyur-Formation in den Tugen Hills, ebenfalls im westlichen Kenia. Aus der gleichfalls mittelmiozänen Kisegi-Formation in Uganda wurden mehrere Fuß- und Handknochen berichtet, die möglicherweise zu Paradiceros gehören. Bereits in das beginnende Obere Miozän vor rund 9,5 Millionen Jahren datieren mehrere Gebissreste und Unterkieferfragmente aus der Namurungule-Formation in den Samburu Hills im nördlichen Kenia. Einzelne Funde, die ursprünglich zu Paradiceros gestellt wurden, sind aber höchstwahrscheinlich eher Brachypotherium zuzuordnen. Ein darüber hinaus ebenfalls von hier stammendes Oberschenkelfragment lässt sich nicht eindeutig mit Paradiceros in Verbindung bringen. Einige Reste aus Nordafrika könnten ebenfalls der Nashorngattung zugewiesen werden. Bei diesen handelt es sich um zwei Milchzähne, ein Zahnfragment und ein Wurzelknochen von Beni Mellal in Marokko. Sie haben gleichfalls ein mittelmiozänes Alter.

## Systematik
Paradiceros ist eine Gattung aus der Familie der Nashörner (Rhinocerotidae). Innerhalb dieser wird die Form zur Unterfamilie der Rhinocerotinae gestellt, der auch die heute lebenden Vertreter angehören. Allerdings ist eine nähere Verwandtschaft mit dem heutigen Spitzmaulnashorn (Diceros) und damit eine Stellung innerhalb der Untertribus der Dicerotina, wie von einigen Autoren befürwortet, nicht ganz eindeutig. Gegen eine engere Beziehung zum Spitzmaulnashorn sprechen unter anderem die etwas nach hinten verlagerte Position des Stirnhorns (Frontalhorn) und die kurzen Gliedmaßenknochen. Teilweise wird die Gattung daher als Parallelentwicklung zu den heutigen afrikanischen Nashörnern betrachtet, die wie diese ähnliche Anpassungen durchlief. Die Gattungen der rezenten afrikanischen Nashörner, Ceratotherium und Diceros, sind erstmals im Übergang vom Mittleren zum Oberen Miozän belegt, allerdings sind Funde gerade aus der frühen stammesgeschichtlichen Entwicklung der modernen afrikanischen Nashörner rar.
Wissenschaftlich eingeführt wurde Paradiceros im Jahr 1968 von Dirk Albert Hooijer anhand von Funden aus Fort Ternan im westlichen Kenia. Als Holotyp fungiert der Schädel eines Jungtieres (Exemplarnummer: KNM-FT 2866). Mit der Gattungsbezeichnung Paradiceros drückte Hooijer die seiner Meinung große Ähnlichkeit zum Spitzmaulnashorn aus, ohne jedoch eine direkte Verwandtschaft anzunehmen. Einzige anerkannte Art ist P. mukirii. Diese wurde nach Heslon Mukiri benannt, einem Assistenten von Louis Leakey, der zahlreiche Ausgrabungen mit dem Paläoanthropologen bestritt und auf deren Untersuchungen die Funde aus Fort Ternan zurückgehen.